# Anti-marcionitische prologen
De anti-marcionitische prologen zijn korte inleidingen op de evangeliën volgens Marcus, Lucas en Johannes. Het is niet bekend of er ooit een proloog voor het evangelie volgens Matteüs heeft bestaan. Deze prologen werden zo genoemd door de Franse bijbelgeleerde Donatien de Bruyne, die beweerde dat ze waren geschreven om de leer van Marcion tegen te gaan. Specifieke uitspraken tegen Marcion zijn echter alleen te vinden in de proloog van het evangelie volgens Johannes.
De prologen zijn waarschijnlijk oorspronkelijk in het Grieks geschreven, hoewel de prologen van Marcus en Johannes alleen in het Latijn voorkomen. Het vroegste manuscript met alle drie de prologen stamt uit de achtste eeuw. Het lijkt erop dat ze oorspronkelijk afzonderlijk werden verspreid. Onderzoekers schatten dat hun oorspronkelijke geschriften tussen de tweede en vierde eeuw lagen. De prologen ondersteunen de standaard kerkelijke tradities met betrekking tot het auteurschap van de evangeliën.